# Coloman le Bibliophile
Koloman Árpád dit le Bibliophile (hongrois : Könyves Kálmán), né vers 1065, décédé le 3 février 1116, inhumé à Székesfehérvár, est roi de Hongrie de 1095 à 1116. Il est le fils de Géza Ier et de sa première épouse Sophie de Looz.

## Biographie

### Origines
Il est probablement nommé Kálmán en hommage au saint catholique irlandais Colman, martyrisé près de Vienne en 1012.

Doté d'un physique malingre, boiteux, bossu et bègue au dire des chroniqueurs, Coloman est d'abord écarté du trône par son oncle Ladislas Ier, sans héritier, celui-ci préférait voir son frère Álmos devenir roi. Ne voulant cependant pas léser son second neveu, Ladislas désire qu'il devienne évêque d'Eger ou de Nagyvárad, il lui fait suivre les études nécessaire ce qui vaut à Coloman sa réputation de lettré et son surnom de « Bibliophile ». On ne sait pas vraiment dans quelles conditions, il accède au trône et est couronné en 1095, ni dans quelles circonstances il obtient une dispense papale pour abandonner son épiscopat. Il est de plus très vraisemblable qu'il dut négocier avec son frère Álmos et lui accorder un domaine important d'un tiers du royaume en contrepartie de son renoncement à la Croatie et au titre royal.

### Début du règne
Le nouveau souverain connaît sa première épreuve dès 1096, lorsqu'il doit faire face aux vagues de croisés populaires qui traversent son royaume. L'armée de Gautier Sans-Avoir ne cause pas trop de problèmes mais Coloman doit combattre les bandes franco-germaniques de Pierre l'Ermite d'Amiens et du prêtre Gottschalk qui s'emparent de la région de Zimony et ravagent la frontière occidentale du royaume. Lorsque la croisade seigneuriale se présente aux frontières de son royaume, Coloman rencontre Godefroy de Bouillon à Sopron. Les négociations qui durent 8 jours permettent à l'armée de chevaliers de traverser le royaume sans encombre ; le frère de Godefroy, Baudouin, demeure comme otage avec son épouse auprès du roi hongrois jusqu'à l'arrivée des croisés à la Save qui marquait la frontière avec l'Empire byzantin.
En Croatie, après le départ d'Álmos, Petar III Svačić, le dernier roi national, avait repris le pouvoir. Coloman le destitue au printemps 1097 et il passe la saison à Tengerfehérvar pour accueillir sa future épouse, fille de Roger Ier de Sicile qui arrive d'Italie. Sa présence sur le littoral éveille la méfiance de l'empereur grec Alexis Ier Comnène qui charge le doge de Venise son vassal formel dans la région de veiller sur les îles du littoral dalmate.
Les premières tensions avec Álmos interviennent en 1098 : les deux frères se rencontrent avec leurs armées respectives à Varkony au bord de la Tisza mais il n'y a pas d'affrontement armé. Coloman conclut une alliance avec le duc Bretislav II de Bohême et le prince russe Sviatopolk II de Kiev. En 1099, il intervient dans la guerre civile (ru) qui déchire la Russie mais il est défait par le prince David Igorovitch (ru) et ses alliés polovtses dirigés par Boniak.
Au début de la décennie 1100, Coloman se trouve isolé sur le plan international. En Dalmatie, il s'oppose à Venise et à Byzance. Álmos est soutenu par l'empereur germanique Henri IV et le nouveau duc de Bořivoj II de Bohême ; il épouse par contre en 1104 Predslava, la fille de Sviatopolk II et noue une alliance avec le duc de Pologne Boleslas III Bouche-Torse.

### Contrôle de la côte dalmate
En quelques années, Coloman rétablit la situation, il achève la conquête de la Croatie et prend le titre de roi de Croatie en 1102. L'acte par lequel le roi s'engage à consulter l'assemblée nationale pour les décisions importantes concernant son nouveau royaume est capital pour l'histoire ultérieure du pays. Les Croates ont perdu leur dynastie nationale mais maintenu l'existence de leur royaume.
En 1103, les provinces de Dalmatie ne sont plus contrôlées par Venise mais directement gouvernées de Constantinople ce qui lui permet de s'emparer de la région côtière où il impose un protectorat à la Dalmatie permettant à la Hongrie d'avoir un débouché sur l’Adriatique en 1105. La même année, il intervient sans grand succès dans la situation intérieure de la Bohême. Afin d'éviter une coalition entre les Normands d'Italie et la Hongrie, l'empereur Alexis Ier lui offre son alliance et lui demande la main de sa cousine Piroska pour son fils Jean II en 1105/1106. En 1111, Coloman prend le contrôle de Zadar.

### Conflit avec Álmos
En faisant couronner en 1105 son fils Étienne âgé de quatre ans, Coloman provoque la colère d'Álmos qui demande l'aide d'Henri IV; ce dernier aux prises avec son propre fils ne peut intervenir. En 1106, Álmos sollicite son beau-frère Boleslas III de Pologne. Afin de conjurer le danger et de se rallier le roi de Pologne, Coloman envoie à Boleslas des renforts qui lui permettent de venir à bout de la rébellion de son frère Zbigniew. Álmos est contraint de se soumettre et part en pèlerinage à Jérusalem en 1107. Coloman  récupère alors le duché qui lui avait été attribué. À son retour Álmos projette un attentat contre son frère au cours de l'hiver 1107/1108. Puis il sollicite l'intervention du nouvel empereur Henri V du Saint-Empire dont la campagne sans effet s'arrête à Pozsony, le prétendant Álmos doit abandonner ses projets. Vers 1115 le rebelle reprend ses agissements et Coloman lui fait alors, par « mesure de clémence », crever les yeux ainsi qu'à son fils Béla et à plusieurs dignitaires gagnés à sa cause.

### Administration du royaume
Dans son royaume Coloman cherche à restreindre les pouvoirs de l'aristocratie. Il veille à ce que les fiefs vacants reviennent au domaine royal. Sa législation les « Lois de Coloman » composée de cinq ouvrages juridiques, complète sur les plans laïques et religieux celle mise en place par le roi saint Étienne. Pour mieux contrôler les provinces périphériques de son royaume il institue les charges de voïvode (hongrois: valda) pour la Transylvanie et de ban pour la Croatie.

### Fin de règne
La fin du règne de Coloman est perturbée par des problèmes familiaux. Devenu veuf, il avait épousé en secondes noces en 1104, Euphémie, une princesse russe. En 1113, convaincue d'adultère, il la renvoie à Kiev chez son père où elle donne naissance à un fils réputé être le sien. Coloman meurt au début du mois de février 1116 et il est inhumé à Székesfehérvár.

## Union et postérité
Il épousr en premières noces au printemps 1097 Félicie de Hauteville, une fille de Roger Ier de Sicile, dont il a quatre enfants :
- Zsófia (Sophie), qui épouse un noble hongrois (mort après 1118) comte de Bihar ? dont le prétendant Saul ;
- une fille, qui épouse vers 1117 Vladimirko de Galicie, prince de Galicie et de Volhynie ;
- Étienne II, roi de Hongrie ;
- László (Ladislas) (1101-1112).

Il épouse en secondes noces vers 1104 Euphémie (fille de Vladimir II, futur grand-prince de Kiev). Dont un fils putatif :
- Boris Kalamanos.

## Sources
- Gyula Kristo Histoire de la Hongrie Médiévale, « Tome I : le Temps des Arpads », Presses Universitaires de Rennes (2000),  (ISBN 2-86847-533-7).
- Miklós Molnár Histoire de la Hongrie, Tempus Perrin (1er septembre 2004),  (ISBN 2262022380).
- Jean Bérenger, « KÁLMÁN (1068-1116) -  roi de Hongrie (1095-1116) roi de Croatie et Dalmatie (1102-1116) », Encyclopædia Universalis lire en ligne, consulté le 22 janvier 2021.